# Zwierzyniec (rejon wileński)
Zwierzyniec (lit. Žvėrynas) − wieś na Litwie, w rejonie wileńskim, 8 km na północny zachód od Kowalczuków, zamieszkana przez 34 ludzi. 

## Historia
W dwudziestoleciu międzywojennym leżał w Polsce, w województwie wileńskim, w powiecie wileńsko-trockim, do 1 kwietnia 1927 w gminie Rukojnie, następnie w gminie Mickuny.
Po II wojnie światowej w granicach Związku Sowieckiego. Od 1991 na niepodległej Litwie.